# Choi Tae-uk
Choi Tae-uk (en coreano: 최태욱; nacido el 13 de marzo de 1981 en Incheon) es un exfutbolista surcoreano. Jugaba de extremo y su último club fue el Ulsan Hyundai de Corea del Sur. Actualmente se desempeña como asistente técnico de Paulo Bento, entrenador de la Selección de fútbol de Corea del Sur.

## Carrera
Choi era un extremo muy reconocido por su gran velocidad. Durante su niñez fue identificado como una de las promesas del fútbol surcoreano, de manera tal que fue adquirido por el F.C. Seoul, por entonces conocido como Anyang LG Cheetahs, en el mercado de pases del 2000, tras su graduación de la Escuela Secundaria Bupyeong (donde también asistió Lee Chun-soo, exfutbolista del Feyenoord). A pesar de su promesa inicial, su carrera profesional en el F.C. Seoul fue particularmente exitosa, jugando como lateral junto con su entonces compañero de equipo Lee Young-pyo. Después de breves períodos jugando para Incheon United y Shimizu S-Pulse de la J1 League, se unió a Pohang Steelers. Aunque era uno de los jugadores mejor pagados en Pohang, Choi no tuvo muchas oportunidades con el entrenador brasileño Sérgio Farias. Esto se debió en gran parte a que los Steelers se concentraban más en el juego por el centro del campo que en las bandas, con el creador de juego André Luiz Tavares tomando un papel preponderante. Dentro de este contexto, Choi solía ser suplente. Tras la conclusión de la temporada 2007, se transfirió a Jeonbuk en un acuerdo de intercambio con Kwon Jip y Kim Jung-kyum. (El central Kim Sung-keun también fue parte del intercambio junto con Choi).
A nivel internacional, Choi formó parte del equipo olímpico de fútbol de Corea del Sur en 2000 y en 2004. En los Juegos Olímpicos de Sídney no tuvo minutos en la eliminación en fase de grupos de su combinado, pero en 2004 los surcoreanos terminarían segundos en el Grupo A y clasificarían a la siguiente ronda. En dicha instancia fueron derrotados por Paraguay, eventual ganador de la medalla de plata. También fue miembro del equipo de Corea del Sur en la Copa Mundial de Fútbol de 2002, pero pasó la mayor parte del torneo en el banco; tan sólo tuvo acción en el partido por el tercer puesto ante Turquía.
Se retiró del fútbol en 2015 debido a una lesión.

## Trayectoria

### Clubes como futbolista
| Club                   | País          | Año         |
| ---------------------- | ------------- | ----------- |
| Anyang LG Cheetahs     | Corea del Sur | 2000 - 2003 |
| Incheon United         | Corea del Sur | 2004        |
| Shimizu S-Pulse        | Japón         | 2005        |
| Pohang Steelers        | Corea del Sur | 2006 - 2007 |
| Jeonbuk Hyundai Motors | Corea del Sur | 2008 - 2010 |
| F.C. Seoul             | Corea del Sur | 2010 - 2013 |
| Ulsan Hyundai          | Corea del Sur | 2014        |

### Selección nacional como futbolista
| Selección | País          | Año         |
| --------- | ------------- | ----------- |
| Sub-20    | Corea del Sur | 1998 - 2000 |
| Sub-23    | Corea del Sur | 2000 - 2004 |
| Absoluta  | Corea del Sur | 2000 - 2012 |

### Clubes como entrenador
| Club                            | País          | Año         |
| ------------------------------- | ------------- | ----------- |
| Ulsan Hyundai (scout juvenil)   | Corea del Sur | 2014        |
| Seoul E-Land (director juvenil) | Corea del Sur | 2015 - 2017 |
| Seoul E-Land (asistente)        | Corea del Sur | 2018        |

### Selección nacional como entrenador
| Selección            | País          | Año             |
| -------------------- | ------------- | --------------- |
| Absoluta (asistente) | Corea del Sur | 2018 - Presente |

## Estadísticas

### Como futbolista

#### Clubes
| Rendimiento de club | Rendimiento de club    | Rendimiento de club | Liga  | Liga  | Copa               | Copa               | Copa de la Liga | Copa de la Liga | Continental | Continental | Total | Total |
| Año                 | Club                   | Liga                | Part. | Goles | Part.              | Goles              | Part.           | Goles           | Part.       | Goles       | Part. | Goles |
| Corea del Sur       | Corea del Sur          | Corea del Sur       | Liga  | Liga  | KFA Cup            | KFA Cup            | Copa de la Liga | Copa de la Liga | Asia        | Asia        | Total | Total |
| ------------------- | ---------------------- | ------------------- | ----- | ----- | ------------------ | ------------------ | --------------- | --------------- | ----------- | ----------- | ----- | ----- |
| 2000                | Anyang LG Cheetahs     | K League 1          | 12    | 1     | 2                  | 0                  | 4               | 0               | 2           | 0           | 20    | 1     |
| 2001                | Anyang LG Cheetahs     | K League 1          | 26    | 0     | 1                  | 0                  | 5               | 0               | 2           | 1           | 34    | 1     |
| 2002                | Anyang LG Cheetahs     | K League 1          | 22    | 2     | 0                  | 0                  | 0               | 0               | 2           | 0           | 24    | 2     |
| 2003                | Anyang LG Cheetahs     | K League 1          | 36    | 3     | 1                  | 0                  | —               | —               | —           | —           | 37    | 3     |
| 2004                | Incheon United         | K League 1          | 23    | 5     | 0                  | 0                  | 0               | 0               | —           | —           | 23    | 5     |
| Japón               | Japón                  | Japón               | Liga  | Liga  | Copa del Emperador | Copa del Emperador | Copa de la Liga | Copa de la Liga | Asia        | Asia        | Total | Total |
| 2005                | Shimizu S-Pulse        | J1 League           | 25    | 5     | 4                  | 1                  | 8               | 3               | —           | —           | 37    | 9     |
| Corea del Sur       | Corea del Sur          | Corea del Sur       | Liga  | Liga  | KFA Cup            | KFA Cup            | Copa de la Liga | Copa de la Liga | Asia        | Asia        | Total | Total |
| 2006                | Pohang Steelers        | K League 1          | 21    | 1     | 1                  | 0                  | 4               | 1               | —           | —           | 26    | 2     |
| 2007                | Pohang Steelers        | K League 1          | 13    | 0     | 5                  | 2                  | 6               | 1               | —           | —           | 24    | 3     |
| 2008                | Jeonbuk Hyundai Motors | K League 1          | 18    | 4     | 2                  | 0                  | 8               | 0               | —           | —           | 28    | 4     |
| 2009                | Jeonbuk Hyundai Motors | K League 1          | 28    | 9     | 2                  | 0                  | 4               | 0               | —           | —           | 34    | 9     |
| 2010                | Jeonbuk Hyundai Motors | K League 1          | 12    | 2     | 0                  | 0                  | 3               | 0               | 6           | 1           | 21    | 3     |
| 2010                | FC Seoul               | K League 1          | 16    | 6     | 0                  | 0                  | 0               | 0               | —           | —           | 16    | 6     |
| 2011                | FC Seoul               | K League 1          | 13    | 0     | 1                  | 0                  | 0               | 0               | 2           | 1           | 16    | 1     |
| 2012                | FC Seoul               | K League 1          | 28    | 2     | 1                  | 0                  | 0               | 0               | —           | —           | 29    | 2     |
| 2013                | FC Seoul               | K League 1          | 10    | 0     | 2                  | 0                  | —               | —               | 4           | 0           | 16    | 0     |
| 2014                | Ulsan Hyundai          | K League 1          | 1     | 0     | 0                  | 0                  | —               | —               | 2           | 0           | 3     | 0     |
| Total               | Corea del Sur          | Corea del Sur       | 279   | 35    | 18                 | 2                  | 34              | 2               | 20          | 3           | 351   | 42    |
| Total               | Japón                  | Japón               | 25    | 5     | 4                  | 1                  | 8               | 3               | —           | —           | 37    | 9     |
| Total carrera       | Total carrera          | Total carrera       | 304   | 40    | 22                 | 3                  | 42              | 5               | 19          | 3           | 388   | 51    |

#### Selección nacional
Fuente:
| Selección de Corea del Sur | Selección de Corea del Sur | Selección de Corea del Sur |
| Año                        | Part.                      | Goles                      |
| -------------------------- | -------------------------- | -------------------------- |
| 2000                       | 4                          | 2                          |
| 2001                       | 6                          | 1                          |
| 2002                       | 10                         | 1                          |
| 2003                       | 5                          | 0                          |
| 2004                       | 0                          | 0                          |
| 2005                       | 2                          | 0                          |
| 2006                       | 0                          | 0                          |
| 2007                       | 0                          | 0                          |
| 2008                       | 0                          | 0                          |
| 2009                       | 2                          | 0                          |
| 2010                       | 0                          | 0                          |
| 2011                       | 0                          | 0                          |
| 2012                       | 1                          | 0                          |
| Total                      | 30                         | 4                          |

##### Goles internacionales
| No | Fecha                   | Sede                 | Oponente   | Gol     | Resultado | Competición                              |
| -- | ----------------------- | -------------------- | ---------- | ------- | --------- | ---------------------------------------- |
| 1. | 7 de abril de 2000      | Seúl, Corea del Sur  | Mongolia   | 2 goles | 6-0       | Eliminatorias para la Copa Asiática 2000 |
| 2. | 7 de abril de 2000      | Seúl, Corea del Sur  | Mongolia   | 2 goles | 6-0       | Eliminatorias para la Copa Asiática 2000 |
| 3. | 10 de noviembre de 2001 | Seúl, Corea del Sur  | Croacia    | 1 gol   | 2-0       | Partido amistoso                         |
| 4. | 20 de abril de 2002     | Daegu, Corea del Sur | Costa Rica | 1 gol   | 2-0       | Partido amistoso                         |

##### Participaciones en fases finales
| Torneo                          | Sede                  | Resultado        | Partidos | Goles |
| ------------------------------- | --------------------- | ---------------- | -------- | ----- |
| Juegos Olímpicos de 2000        | Sídney                | Primera fase     | 0        | 0     |
| Copa de Oro de la Concacaf 2002 | Estados Unidos        | Cuarto puesto    | 3        | 0     |
| Copa Mundial de Fútbol de 2002  | Corea del Sur / Japón | Cuarto puesto    | 1        | 0     |
| Juegos Asiáticos de 2002        | Busan                 | Tercer puesto    | —        | —     |
| Juegos Olímpicos de 2004        | Atenas                | Cuartos de final | 3        | 0     |